# Бутская
Бутская — деревня в Лукояновском районе Нижегородской области. Входит в состав рабочего посёлка имени Степана Разина.

## Физико-географическая характеристика
Село располагается на правом берегу реки Алатыря.

Располагается в 27 км от Лукоянова и 163 км от Нижнего Новгорда.
Часовой пояс
Село Новомихайловка находится в часовой зоне МСК (московское время). Смещение применяемого времени относительно UTC составляет +3:00.

## Население
| 2002 | 2010 |
| ---- | ---- |
| 78   | ↘54  |

Национальный состав
Согласно результатам переписи 2002 года, в национальной структуре населения русские составляли 100% из 78 человек.